# پاتریک کالینز
پاتریک کالینز (انگلیسی: Patrick Collins) یک بازیگر پورنوگرافی اهل ایالات متحده آمریکا است.